# Opistocelikaudia
Opistocelikaudia (Opisthocoelicaudia) – rodzaj wymarłego dinozaura z grupy zauropodów, żyjącego w kredzie późnej na terenach współczesnej pustyni Gobi w Mongolii. Obejmuje jeden gatunek Opisthocoelicaudia skarzynskii. W dobrze zachowanym szkielecie brakuje tylko głowy i szyi, dzięki czemu opistocelikaudia należy do najlepiej poznanych zauropodów z kredy późnej. Ślady zębów na kościach wskazują, że zwłokami zwierzęcia żywiły się duże dinozaury mięsożerne, które być może oderwały brakujące szczątki. Szkielet wydobyli w 1965 polscy i mongolscy naukowcy. Dotychczas poznano jeszcze tylko dwa kolejne, znacznie mniej kompletne okazy, w tym część obręczy barkowej i fragmentaryczny ogon.
Jako względnie niewielki zauropod Opisthocoelicaudia mierzyła 11,4 m długości. Jak inne zauropody, cechowała się małą głową kończącą bardzo długą szyję oraz baryłowatym tułowiem wznoszącym się na czterech kolumnowatych kończynach. Nazwa rodzajowa Opisthocoelicaudia oznacza „ogon z tylnymi jamami”, odnosi się ona do niezwykłych, opistocelicznych proksymalnych kręgów ogonowych, wklęsłych na tylnych powierzchniach. Ta i inne cechy szkieletu mogły umożliwiać zwierzęciu stawanie na tylnych łapach.
Opisthocoelicaudia, nazwana i opisana przez polską paleontolożkę Magdalenę Borsuk-Białynicką w 1977, została najpierw uznana za nowego członka rodziny kamarazaurów, od 1993 jednak widzi się w niej zaawansowanego ewolucyjnie przedstawiciela tytanozaurów. Jej dokładne pokrewieństwa w obrębie tej ostatniej grupy budzą spory; mogła być blisko spokrewniona z alamozaurem z Ameryki Północnej. Wszystkie jej skamieniałości pochodzą z formacji Nemegt. Formacja ta, choć bogata w skamieliny dinozaurów, dostarczyła pozostałości jeszcze tylko jednego zauropoda: nemegtozaura, znanego z pojedynczej czaszki. Jako że nie znaleziono czaszki opistocelikaudii, kilku badaczy zasugerowało, jakoby Nemegtosaurus i Opisthocoelicaudia reprezentowały to samo zwierzę. Odciski zauropodów z formacji Nemegt, w tym odciski skóry, można prawdopodobnie przypisać nemegtozaurowi lub opistocelikaudii, gdyż nic nie wiadomo o innych zauropodach tej formacji.

## Budowa

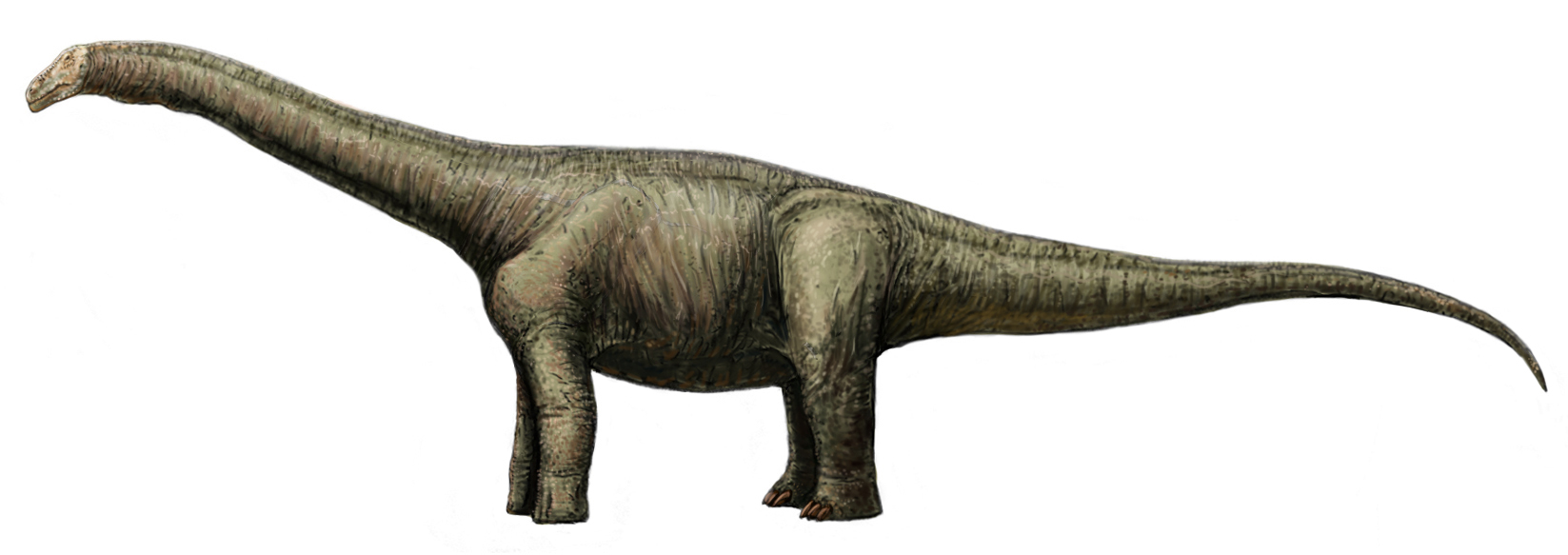
Rekonstrukcja

Jak inne zauropody, Opisthocoelicaudia miała niewielką głowę osadzoną na długiej szyi, baryłkowaty tułów na czterech kolumnowatych kończynach oraz długi ogon. Jak na zauropoda miała niewielkie rozmiary. Holotyp szacuje się na 11,4 m długości od głowy do końca ogona. Masę ciała szacuje się wedle różnych autorów na 8,4 t, 10,5 t, 22 t, 13 t bądź 25,4 t.

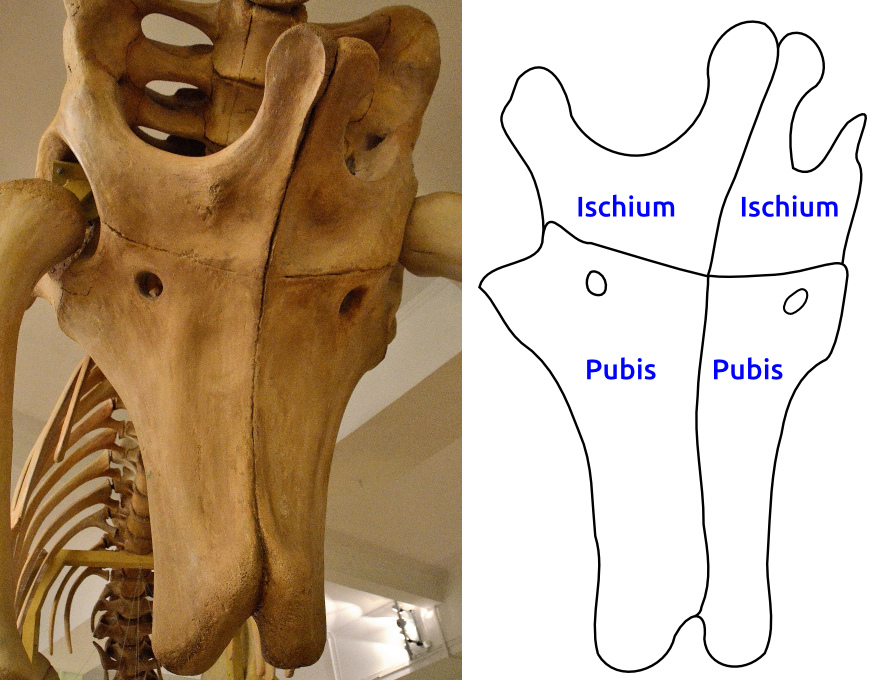
Kości kulszowe i łonowe. Charakterystyczną cechą opistocelikaudii jest brak wolnego miejsca pomiędzy tymi kośćmi

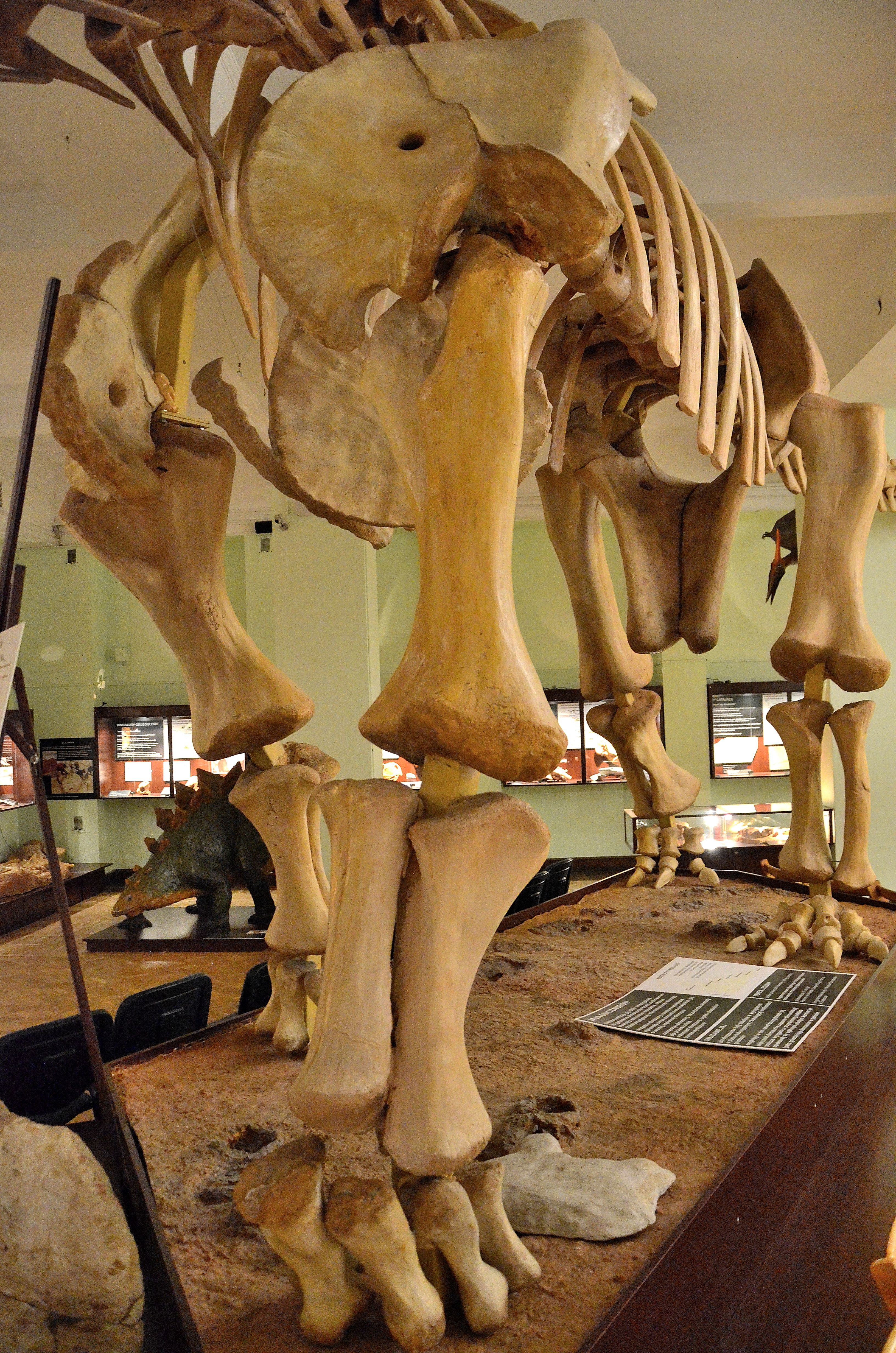
Kończyny Opisthocoelicaudia, widać pozbawione palców dłonie i w pełni wykształcone stopy

Czaszka i szyja nie zachowały się. Jednakże rekonstrukcja więzadła karkowego wskazuje na obecność szyi o długości około 5 m. Jak u innych tytanozaurów, grzbiet był giętki z powodu nieobecności dodatkowych stawów kręgowych pomiędzy wyrostkami kręgowymi. Natomiast region miednicy był wzmocniony dodatkowym szóstym kręgiem krzyżowym. Proksymalne kręgi ogonowe opisuje się jako opistoceliczne, co oznacza wypukłość przedniej powierzchni i wklęsłość boków tylnych, w efekcie tworzyły stawy kuliste. Tym opistocelicznym kręgom opistocelikaudia zawdzięcza swą nazwę rodzajową i to one odróżniają ją od wszystkich innych tytanozaurów. U innych przedstawicieli tej grupy proksymalne kręgi ogonowe były peluroceliczne, a więc wklęsłe na powierzchni przedniej i wypukłe na tyle. Inna unikalna cecha opistocelikaudii cechuje jej kręgi grzbietowe, dźwigające rozwidlone wyrostki kolczyste. Cecha ta, niezwykła wśród tytanozaurów, występowała u kilku innych niespokrewnionych bliżej z opistocelikaudią zauropodów, jak diplodok czy euhelop; wyewoluowała u tych grup niezależnie.
Jak u innych tytanozaurów, kość kulszowa była względnie krótka, mierzyła tylko dwie trzecie długości kości łonowej. Prawa i lewa kość kulszowa zrastały się na większej części swej długości, zamykając przestrzeń obecną u innych zauropodów między tymi kośćmi. Kończyny były względnie krótkie, jak u innych tytanozaurów. Kończyny przednie mierzyły 1,87 m wysokości, co stanowiło szacunkowo dwie trzecie wysokości tylnych kończyn, wedle rekonstrukcji osiągających 2,46 m. Jak u innych tytanozaurów, kończyny nieznacznie zwracały się na zewnątrz, zamiast stać prosto pod ciałem, przednia para była bardziej giętka i ruchoma, niż u innych zauropodów.
Rękę budowało jedynie pięć kości śródręcza, ułożonych pionowo i tworzących półkole. Nie było kości nadgarstka, jak u innych tytanozaurów. Nie występowały również paliczki ani pazury. U większości innych tytanozaurów kości te są obecne, choć w bardzo zredukowanej postaci. Kość skokowa jak u innych tytanozaurów jest silnie zredukowana, natomiast kość piętowa prawdopodobnie w ogóle u opistocelikaudii nie występuje. W przeciwieństwie do ręki stopę budują dobrze wykształcone paliczki i pazury. Wzór paliczkowy, określający ich liczby w poszczególnych palcach, prezentuje się następująco: 2-2-2-1-0. Szkielet stopy zachowuje się u tytanozaurów rzadko, poza opistocelikaudią kompletna stopa znana jest jedynie u epachtozaura i nienazwanego jeszcze tytanozaura z La Invernada, ich wzory paliczkowe to odpowiednio 2-2-3-2-0 i 2-2-2-2-0. Z tych trzech tytanozaurów Ophistocoelicaudia jest najbardziej zaawansowana ewolucyjnie, posiadając najmniejszą liczbę paliczków, wskazując progresywną redukcję ich liczby w trakcie ewolucji tytanozaurów.
Osteodermy (kostne płyty w skórze) znaleziono u przynajmniej 10 rodzajów tytanozaurów. Ich nieobecność w prawie kompletnym szkielecie opistocelikaudii może wskazywać na ich nieobecność u tego rodzaju. Jednakże u blisko spokrewnionego z opistocelikaudią alamozaura osteodermy znaleziono prawie wiek po odkryciu tego rodzaju. W połączeniu z obecnością tych struktur u form bazalnych (jak malawizaur) i licznymi bliskimi opistocelikaudii tytanozaurami noszącymi osteodermy stwarza to możliwość, że występowały one jednak również u opistocelikaudii.

## Odkrycie i okazy

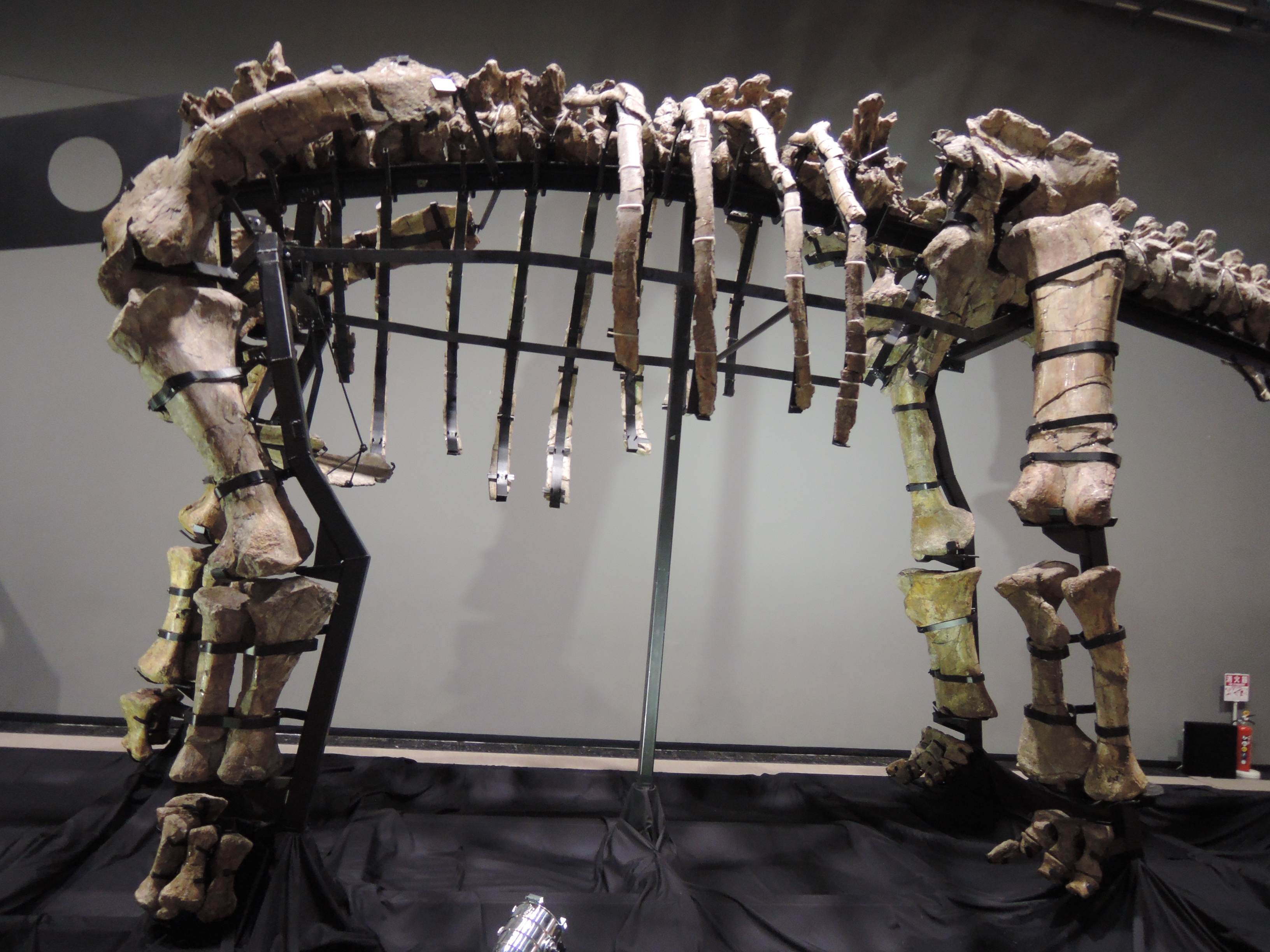
Zmontowany okaz typowy

Okaz typowy (ZPAL MgD-Ij48) odkryty został między 10 a 23 czerwca 1965 podczas polsko-mongolskiej ekspedycji paleontologicznej kierowanej przez polską paleontolożkę Zofię Kielan-Jaworowską. Ekspedycja ta, największa z serii wypraw przeprowadzonych w latach 1963–1971, obejmowała 21 członków, wspartych dodatkowo zatrudnionymi robotnikami mongolskimi. Miejsce odkrycia leży w ajmaku południowogobijskim na południu Mongolii, w obszarze Altan Uul obejmującym około 100 km² badlands. Złożone tam osady należą do formacji Nemegt, najmłodszej z trzech formacji geologicznych Kotliny Nemegt. Opisthocoelicaudia stanowiła pierwsze z kilku ważnych odkryć dinozaurów ekspedycji z 1965. Do pozostałych, dokonanych w innych miejscach, należą: kilka szkieletów tyranozauryda tarbozaura, typowy okaz ornitomimozaura deinocheira, zauropod nemegtozaur oraz pachycefalozaur homalocefal.

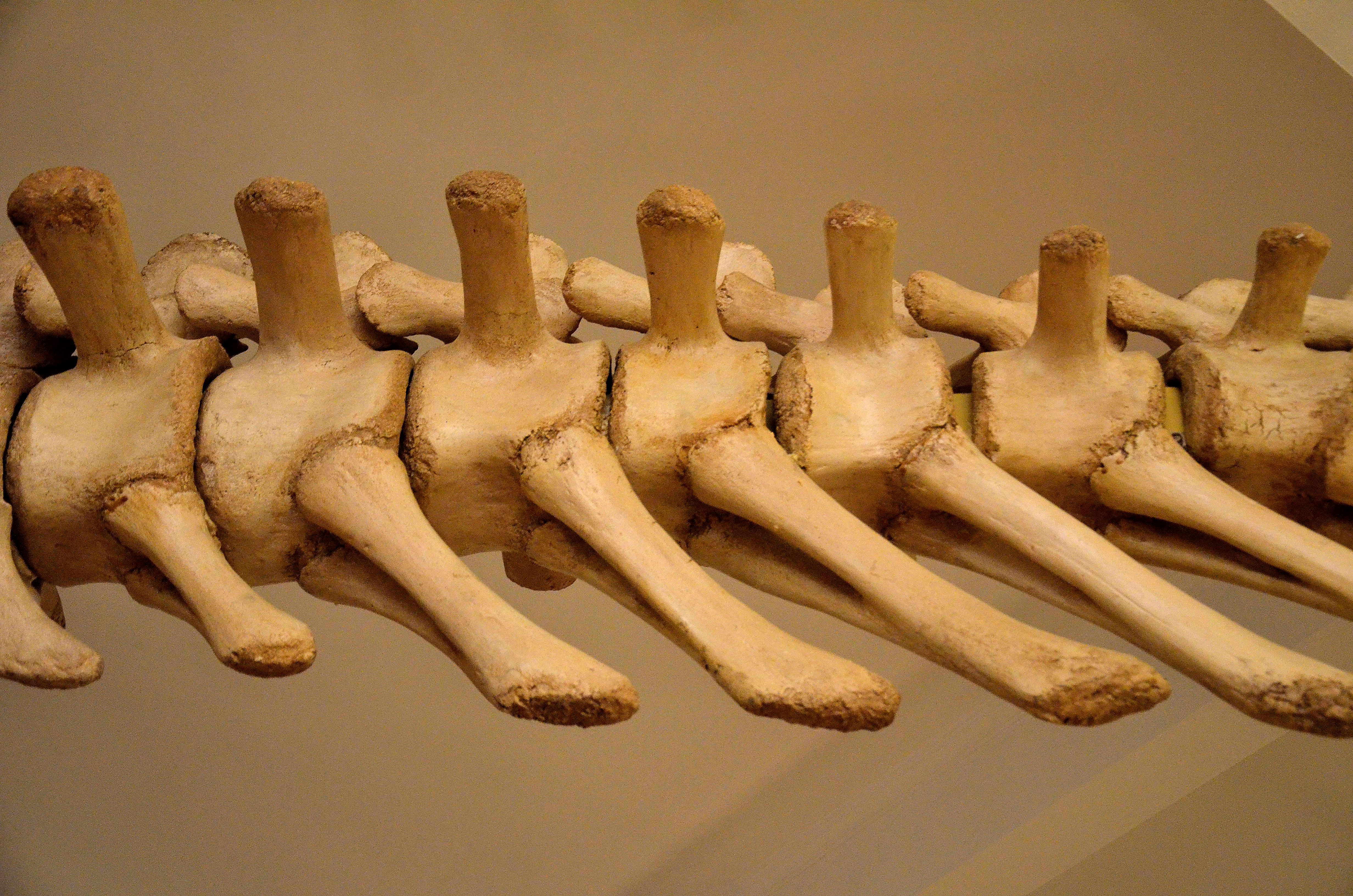
Widok od strony boczno-brzusznej na opistoceliczne proksymalne kręgi ogonowe, którym Opisthocoelicaudia zawdzięcza swą nazwę

Piątego dnia prac polowych Ryszard Gradziński, geolog tej ekspedycji, znalazł konkrecje dobrze zachowanych kości, zdających się należeć do prawie kompletnego szkieletu. Następnego dnia rozpoczęto wydobycie, rzeczywiście ujawniając prawie kompletny szkielet, któremu brakowało jedynie głowy i szyi. Do dzisiaj okaz ten pozostaje najbardziej kompletną pozostałością tego dinozaura. Przetransportowanie znaleziska po nierównym terenie sprawiło znaczne problemy techniczne. Bloki skalne zawierające skamieniałości, nim można było załadować je na ciężarówki, musiały zostać przemieszczone o około 580 m na prowizorycznych metalowych saniach zrobionych z pojemników po paliwie. Ponieważ szkielet leżał w bardzo twardej warstwie piaskowca, bloki te ważyły po kilka ton. 9 lipca zaczęto ładowanie szkieletu do 35 kontenerów w celu transportu do Dalandzadgadu. Ich łączna masa wyniosła około 12 ton.
Okaz typowy był starszym osobnikiem. Cechuje się niezwykłą tafonomią, bowiem leżał na plecach, podczas gdy większość prawie kompletnych szkieletów dinozaurów formacji Nemegt zazwyczaj spoczywa na boku. Okaz znaleziono unieruchomiony w podlegających cross-beddingowi piaskowcach z rzecznych osadów. Większość odkrytych kręgów cały czas łączyło się ze sobą, tworząc ciągłą serię 8 kręgów grzbietowych, 6 krzyżowych i 34 ogonowych. 3 dodatkowe kręgi znaleziono osobno, mogło należeć do przejściowego regionu na styku grzbietu i szyi. Pozostałe części szkieletu zostały uniesione ze swych pierwotnych położeń. Kości lewych kończyny i żeber znaleziono po prawej stronie ciała, odwrotnie natomiast prawe kości kończyny i żeber znaleziono po lewej stronie. Szkielet nosił ślady ugryzień, szczególnie na miednicy i kościach udowych, co wskazuje, że zwłokami opistocelikaudii żywili się mięsożercy. Czaszki i szyi brakuje, co wskazuje na możliwość przeniesienia tych części ciała przez mięsożerców. Kompletność szczątków wskazuje na śmierć zwierzęcia niedaleko miejsca jego odkrycia. Powódź mogła przetransportować zwłoki na niewielki dystans i następnie przykryć je osadami, jeszcze nawet przed całkowitym rozpadem tkanek miękkich.
W 1977 polska paleontolożka Magdalena Borsuk-Białynicka opublikowała obszerny opis szkieletu. Nadała mu nową nazwę rodzajową i gatunkową Opisthocoelicaudia skarzynskii. Nazwa rodzajowa odnosi się do niezwykłych opistocelicznych kręgów ogonowych, oznaczając ogon o tylnych jamach. Źródłosłów wywodzi się ze starożytnej greki, od słów οπισθή, opisthe (tył), κοιλος, koilos (wydrążenie), i od łacińskiego cauda (ogon). Epitet gatunkowy upamiętnia Wojciecha Skarżyńskiego, który wypreparował okaz typowy. Opisthocoelicaudia to dopiero trzeci azjatycki zauropod znany ze szkieletu pozaczaszkowego, po euhelopie i mamenchizaurze. Obecnie szkielet ten wchodzi w kład zbiorów Instytutu Geologii Mongolskiej Akademii Nauk w Ułan Bator.

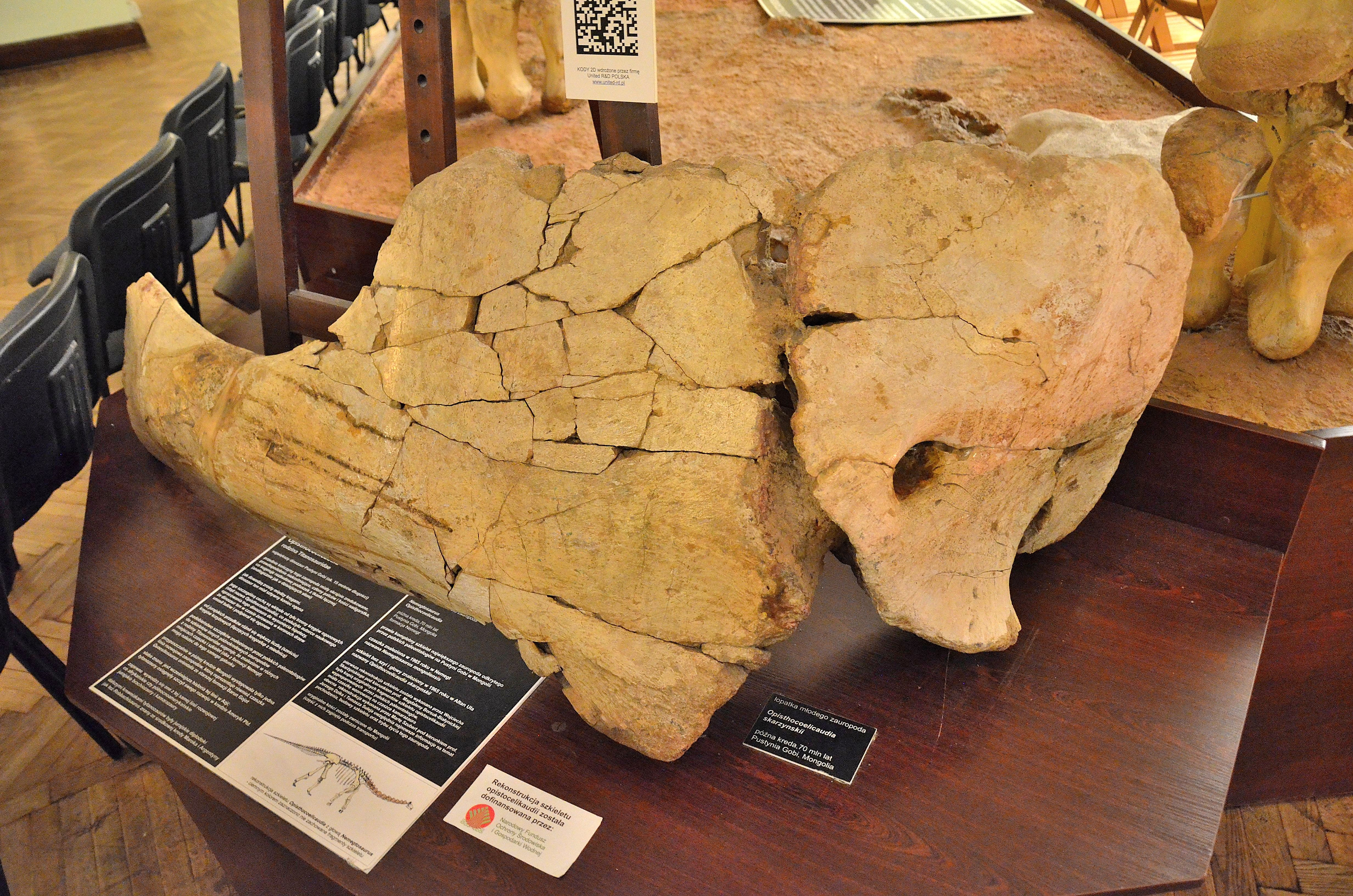
Łopatka i kość krucza młodocianego osobnika, Muzeum Ewolucji w Warszawie

Obok okazu typowego Borsuk-Białynicka opisała łopatkę i kość kruczą (ZPAL MgD-I/25c) z tego samego miejsca. Kości te nie łączyły się ze sobą, wobec czego musiały należeć do osobnika młodocianego. Philip J. Currie i współpracownicy w 2003 wspomnieli fragmentaryczny ogon (MPD 100/406) z Nemegt jako mogący należeć do opistocelikaudii.

## Paleoekologia

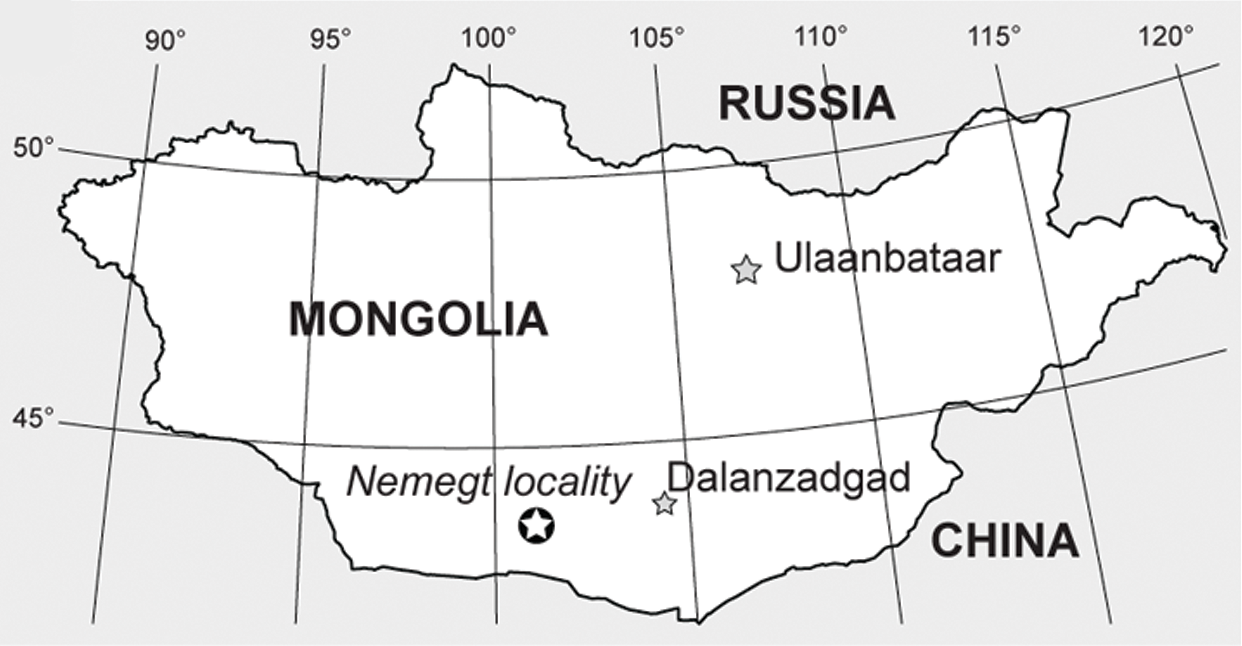
Położenie Nemegt w Mongolii

Formacja Nemegt powstała w kredzie późnej, jednak dokładny czas jest nieznany – nigdy nie przeprowadzono datowania radiometrycznego. Wedle różnych autorów formacja datowana jest na późny kampan do wczesnego mastrychtu, wczesny mastrycht lub środkowy mastrycht. Osady tej formacji odkładały się na równinie przeciętej rzekami. Klimat był ciepły, półwilgotny z sezonowymi suszami, gleby były względnie suche. Niemniej formacja Nemegt była wilgotniejsza od leżącej niżej i starszej Barun Goyot oraz Djadochta, powstałych w klimacie półpustynnym.
Fauna formacji Nemegt obejmuje zwierzęta wodne i ziemno-wodne, do których zaliczają się ryby, żółwie i krokodyle, jak też ptaki, obficie występują w niej średniej i dużej wielkości dinozaury, natomiast mniejsze kręgowce lądowe jak jaszczurki czy ssaki spotykane są rzadko. Bardzo zróżnicowane są teropody, obejmujące obficie występującego tyranozauryda tarbozaura, który mógł polować na opistocelikaudię. Prócz tej ostatniej jedynym zauropodem jest nemegtozaur, znany z pojedynczej czaszki. Dinozaury ptasiomiedniczne reprezentowane są przez hadrozaury, a wśród bardzo pospolitego zaurolofa, pachycefalozaury oraz ankylozaury. Nie znaleziono neoceratopsów, mimo ich obecności w starszych formacjach Barun Goyot i Djadochta. Ważne znaleziska dinozaurów z tego samego miejsca co opistocelikaudia obejmują troodonta borogowię i ankylozaura Tarchia.

## Systematyka
Pierwotnie Opisthocoelicaudia umieszczono w rodzinie kamarazaurów, razem z kamarazaurem i euhelopem. Klasyfikację taką oparto na pewnych wspólnych cechach szkieletu, w największym stopniu na rozwidlonych wyrostkach kolczystych kręgów grzbietowych. W 1977 Borsuk-Białynicka uznała opistocelikaudię za bliższą euhelopowi, niż kamarazaurowi, umieszczając ją w podrodzinie Euhelopodinae. Badanie opublikowane w 1981 przez Waltera Coombsa i Ralpha Molnara wprost przeciwnie uznało ją za członka podrodziny Camarasaurinae, a więc za bliżej spokrewnioną z kamarazaurem. Obecnie ani euhelop, ani opistocelikaudia nie są już zaliczane do kamarazaurydów. W 1993 Leonardo Salgado i Rodolfo Coria wykazali przynależność Opisthocoelicaudia do tytanozaurow, a w ich obrębie do rodziny tytanozaurów. Nazwa tych ostatnich Titanosauridae jest obecnie uznawana za właściwą przez wielu naukowców, jednak zamiast niej często używana jest też nazwa Lithostrotia.

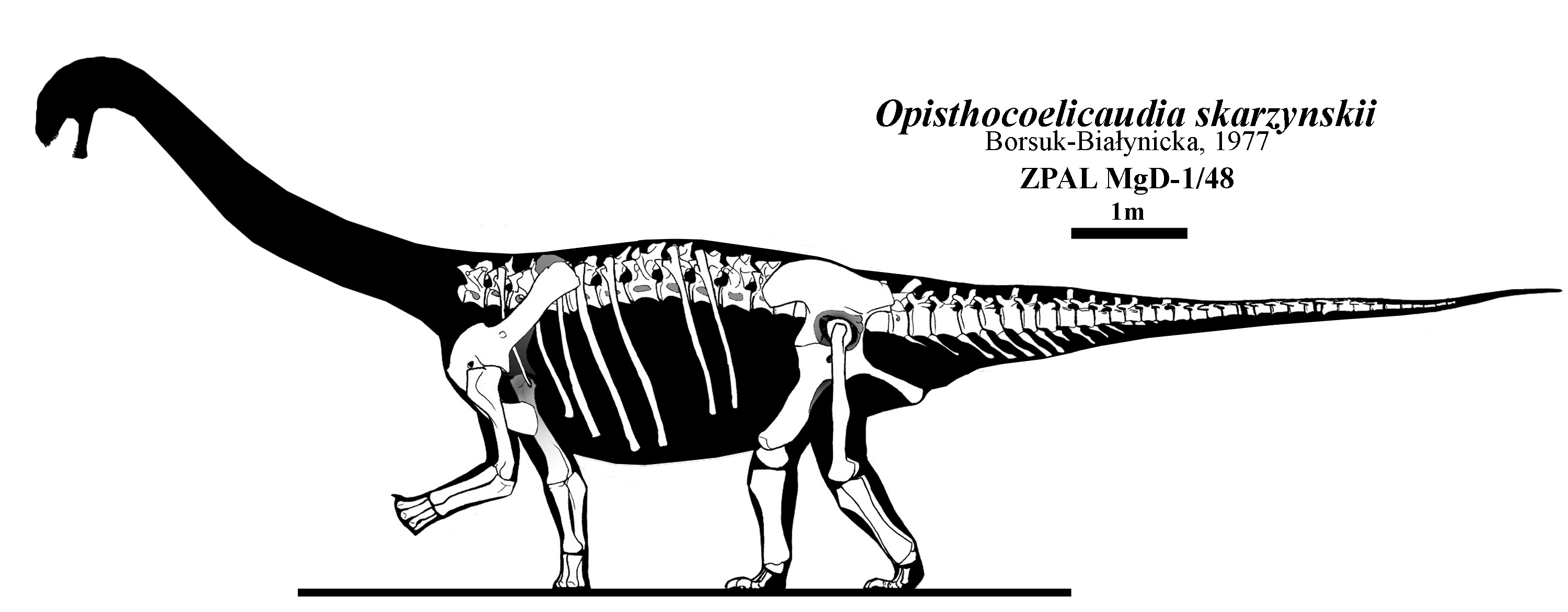
Holotypowy szkielet

W obrębie Lithostrotia Opisthocoelicaudia uznaje się za blisko spokrewnioną z alamozaurem, nekenzaurem, rokazaurem i saltazaurem. Razem tworzą one rodzinę saltazaurydów. Wewnętrzne pokrewieństwa w jej obrębie stanowią przedmiot dyskusji. Wielu naukowców uznaje opistocelikaudię za najbliżej spokrewnioną z alamozaurem, widząc w obu rodzajach grupę monofiletyczną zwaną Opisthocoelicaudiinae. Inni naukowcy dochodzą do wniosku, że Opisthocoelicaudiinae cechuje parafiletyzm. W niezgodzie z większością innych badań Upchurch i współpracownicy w 2004 nalegali na usunięcie alamozaura z saltazaurów jako bliskiego krewnego pellegrinizaura, w związku z czym niespokrewnionego bliżej z opistocelikaudią.
Poniższy kladogram bazuje na pracy Calvo et al. (2007), ukazujący Opisthocoelicaudiinae jako grupę monofiletyczną:
|  | Opisthocoelicaudia |
|  |                    |
|  | Alamosaurus        |
|  |                    |

|  | Neuquensaurus                                              |
|  |                                                            |
|  | \| \| Rocasaurus \| \| \| \| \| \| Saltasaurus \| \| \| \| |
|  |                                                            |
|  | Rocasaurus                                                 |
|  |                                                            |
|  | Saltasaurus                                                |
|  |                                                            |

|  | Rocasaurus  |
|  |             |
|  | Saltasaurus |
|  |             |

|  | Opisthocoelicaudia |
|  |                    |
|  | Alamosaurus        |
|  |                    |

|  | Neuquensaurus                                              |
|  |                                                            |
|  | \| \| Rocasaurus \| \| \| \| \| \| Saltasaurus \| \| \| \| |
|  |                                                            |
|  | Rocasaurus                                                 |
|  |                                                            |
|  | Saltasaurus                                                |
|  |                                                            |

|  | Rocasaurus  |
|  |             |
|  | Saltasaurus |
|  |             |

### Pokrewieństwo z nemegtozaurem

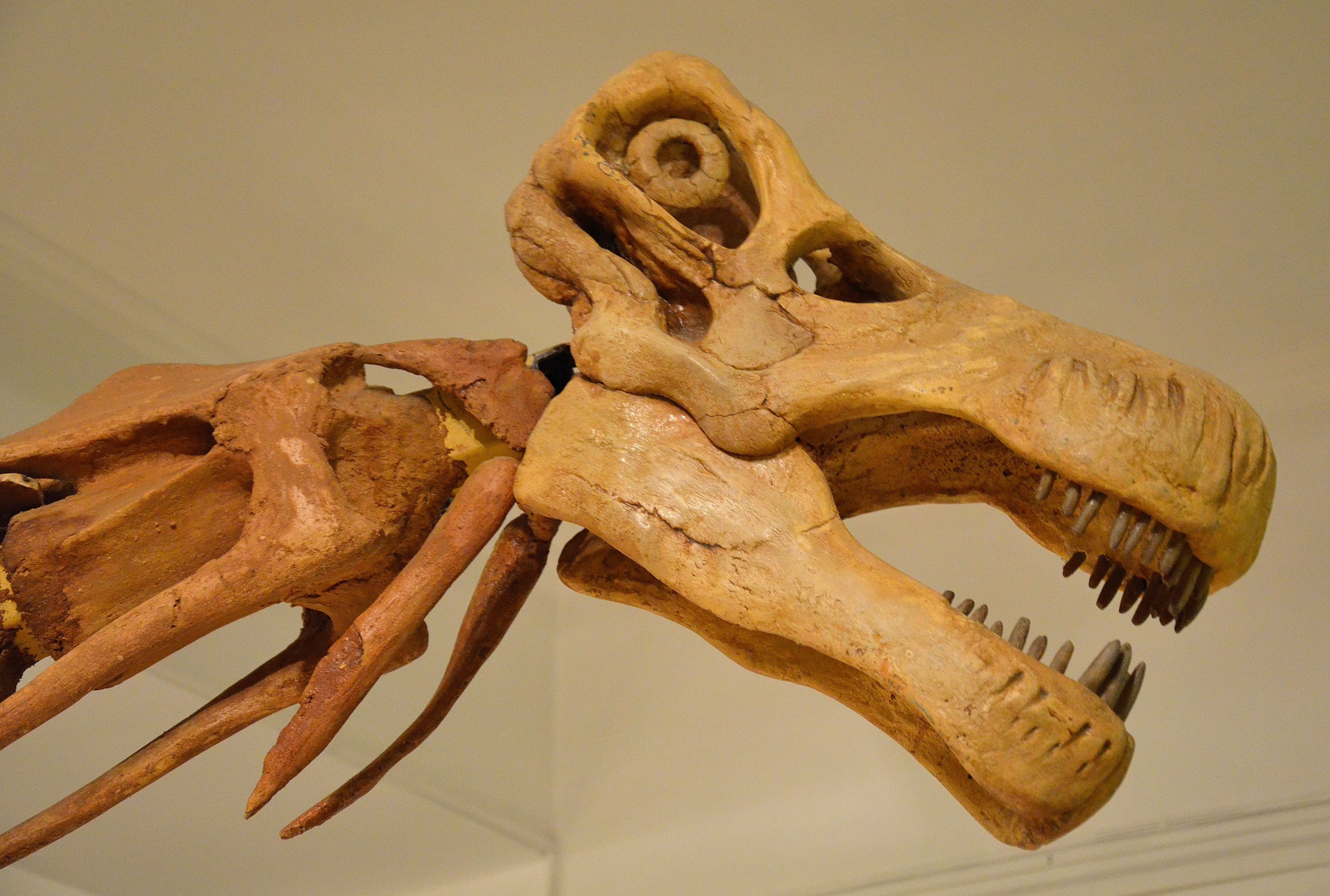
Odlew czaszki nemegtozaura na zmontowanym szkielecie opistocelikaudii. Być może ta ostatnia nazwa stanowi jego synonim

Inny zauropod z formacji Nemegt, nemegtozaur, opisany został wyłącznie na podstawie czaszki. Z drugiej strony w szczątkach opistocelikaudii brakuje głowy i szyi, co uniemożliwia bezpośrednie porównanie. Pojawiło się w efekcie podejrzenie, że opistocelikaudia to synonim nemegtozaura. Zgodnie z Międzynarodowym Kodeksem Nomenklatury Zoologicznej (ICZN) starsza nazwa ma priorytet nad nowszą. Jeśli obie te nazwy oznaczałyby więc ten sam takson, właściwą nazwą pozostanie Nemegtosaurus, a nie Opisthocoelicaudia.
I Opisthocoelicaudia, i Nemegtosaurus odkryte zostały podczas połączonej ekspedycji polsko-mongolskiej w 1965. Zanim wypreparowano i opisano szczątki, członkowie ekspedycji uważali, że należą one do tego samego gatunku zauropoda. W 1977 Borsuk-Białynicka uznała je za należące do osobnych rodzajów. Co więcej, nemegtozaura w tym czasie zaklasyfikowano do dikreozaurydów, podczas gdy Opisthocoelicaudia wydawała się reprezentować zupełnie inną grupę kamarazaurydów. Idąc dalej, uczona argumentowała, że dzielenie tego samego siedliska przez rodzaje zauropodów różnych grup to nic niezwykłego, najlepiej widać to na przykładzie północnoamerykańskiej formacji Morrison, gdzie znaleziono szczątki pięciu współczesnych sobie gatunków zauropodów.
Obecnie oba rodzaje zalicza się to tytanozaurów. Jeffrey Wilson stwierdził w 2005, że nie można wykluczyć synonimii. W badaniu z 2003 Currie i współpracownicy argumentowali, że synonimia jest bardzo prawdopodobna, pisząc, że fragmentaryczny ogon przypisywany opistocelikaudii odkryty został w tej samej lokalizacji, co nemegtozaurza czaszka. Niemniej Kielan-Jaworowska stwierdziła w 2013, że pytania o możliwą synonimię nie będzie można rozwikłać, dopóki nie zostanie znaleziona odpowiednia czaszka wraz ze szkieletem pozaczaszkowym.
Currie i współpracownicy (2018) opisali niekompletny kręg ogonowy i kości kończyny tylnej znalezione w miejscu odkrycia holotypowej czaszki Nemegtosaurus mongoliensis; zdaniem autorów są to kości okazu holotypowego N. mongoliensis. Wedle autorów znalezione kości szkieletu pozaczaszkowego nemegtozaura przypominają budową odpowiadające im kości szkieletu pozaczaszkowego opistocelikaudii; w szczególności Currie i współpracownicy stwierdzili, że nemegtozaur, podobnie jak opistocelikaudia, miał opistoceliczne kręgi ogonowe. Zdaniem autorów odkrycie sugeruje, że O. skarzynskii i N. mongoliensis co najmniej były blisko spokrewnione, a O. skarzynskii może nawet być młodszym synonimem N. mongoliensis.
Z wnioskami Curriego i współpracowników nie zgodzili się Awerianow i Łopatin (2019). W ocenie tych autorów nie można jednoznacznie stwierdzić, czy opisany przez Curriego i współpracowników kręg ogonowy N. mongoliensis był opistoceliczny; autorzy stwierdzili też, że rzekoma kość udowa okazu holotypowego O. skarzynskii, którą Currie i współpracownicy porównywali z odpowiadającą jej kością N. mongoliensis, różni się od kości udowej O. skarzynskii opisanej przez Magdalenę Borsuk-Białynicką w 1977 roku i nie może należeć do okazu holotypowego tego gatunku, a prawdopodobnie w ogóle nie należy do przedstawiciela tego gatunku. Awerianow i Łopatin (2019) opisali też pięć kręgów grzbietowych znalezionych kilka kilometrów od miejsca odkrycia holotypu N. mongoliensis, potencjalnie należących do przedstawiciela tego gatunku, różniących się budową od odpowiadających im kręgów O. skarzynskii. Zdaniem tych autorów N. mongoliensis i O. skarzynskii były prawdopodobnie odrębnymi gatunkami; w każdym razie autorzy uznali za pewne, że w osadach formacji Nemegt znaleziono skamieniałości dwóch odrębnych gatunków zauropodów.

## Paleobiologia

### Sylwetka

A: Sylwetka na podstawie rekonstrukcji Borsuk-Białynickiej z 1977, z horyzontalnie ułożonym grzbietem. B: Sylwetka w oparciu o rekonstrukcję Schwarza et al. z 2007, z bardziej stromo ułożoną łopatką (zielona), ustawioną do poziomu pod kątem 60°, co w efekcie daje grzbiet przechylony do tyłu

Pierwotnie Borsuk-Białynicka przyjęła, że w pozycji standardowej szyja biegła poziomo bądź pochylała się nieco w dół. Rozwiązanie takie oparto na rekonstrukcji więzadła karkowego, biegnącego na górze kręgów szyjnych i grzbietowych, wspierającego ciężar głowy i szyi. Chociaż esowato zakrzywiona, wznosząca się jak łabędzia szyja wyobrażana była w kolejnych rekonstrukcjach powtarzających za podobnymi przedstawieniami lepiej znanych zauropodów, obecne badania wskazują, że szyje zauropodów były względnie proste, zwierzęta trzymały je poziomo.
Grzbiet był także rekonstruowany bardziej lub mniej poziomo przez Borsuk-Białynicką, większość kolejnych rekonstrukcji kontynuowało jej sposób. W badaniu z 2007 Daniela Schwarz i współpracownicy zasugerowali, że grzbiet opadał ku zadowi. Wedle tych badaczy łopatka układała się w stosunku do poziomu pod kątem 55–65°, bardziej stromo niż to poprzednio widziano, co skutkowało uniesioną okolicą łopatki. Z kręgosłupem grzbietowym i szyją leżącymi na względnie prostej linii skutkowałoby to uniesieniem głowy.

### Wstawanie na tylne łapy

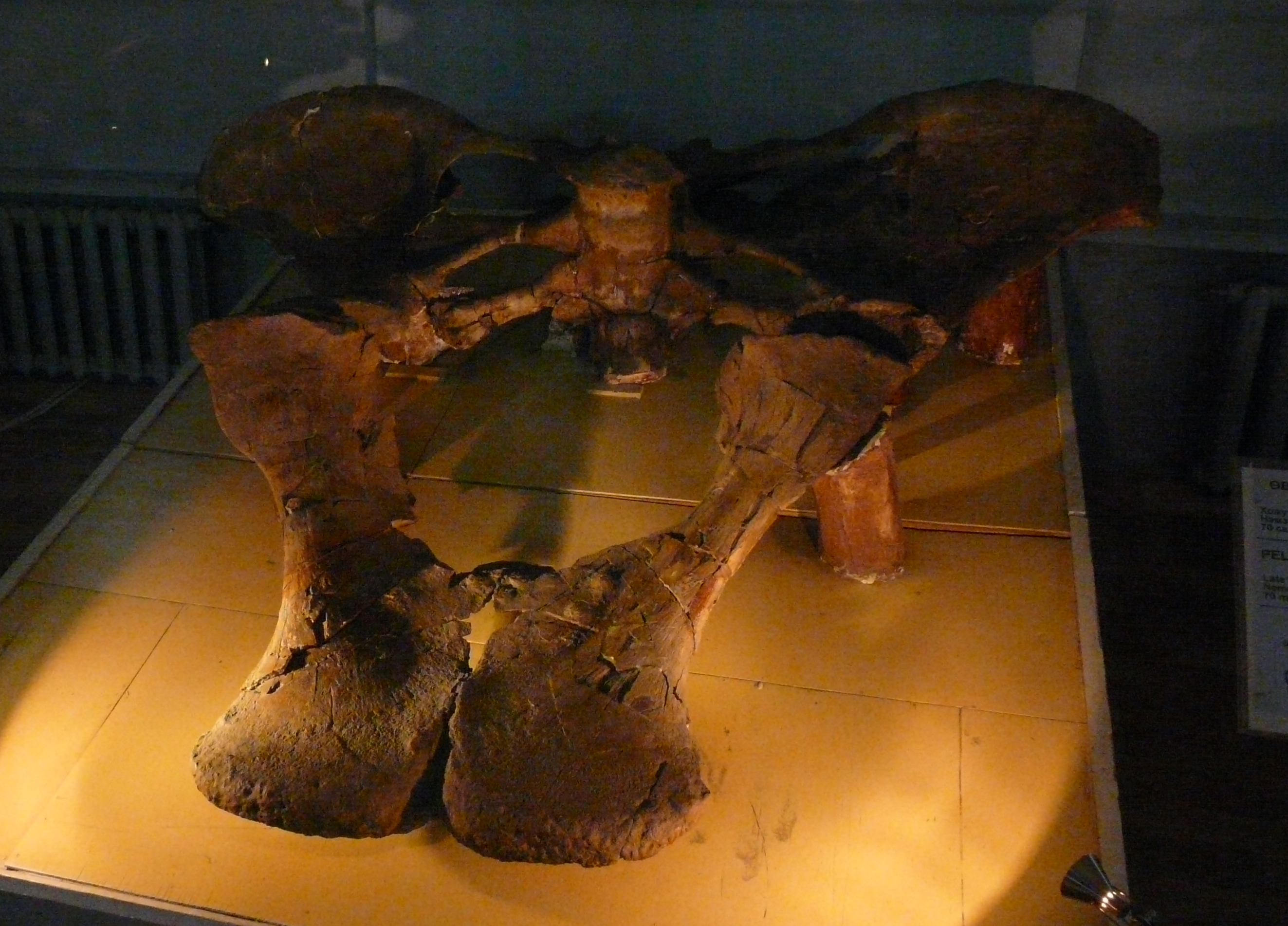
Miednica okazu typowego

Opisthocoelicaudia mogła posiadać zdolność wspinania się na tylne łapy podczas żerowania, wykorzystując ogon jako trzeci punkt podparcia. W 1977 Borsuk-Białynicka wskazała kilka cech kośćca, które mogły wiązać się ze wstawaniem na tylne łapy, włączając w to opistoceliczne kręgi proksymalnego ogona, które, wedle autorki, czyniły ogon bardziej giętkim, niż u innych zauropodów. Cechy miednicy, takie jak pogrubiały szelf panewki stawu biodrowego, poszerzona kość biodrowa i zrośnięte spojenie łonowe, mogły pozwalać miednicy utrzymywać napięcia przy wstawaniu.
Heinrich Mallison w 2011 argumentował, że Opisthocoelicaudia potrafiła zginać przednią część ogona, tworząc w przekroju klamrę z tylną częścią. Tak proksymalna część byłaby bardziej prosta podczas stawania na tylnych kończynach, niż u innych zauropodów. W 2005 Wilson przyjął, że wspinanie się na tylne łapy było nie tylko innowacją opistocelikaudii, ale także spokrewnionych z nią rodzajów podrodziny Saltasaurinae. Wspólne cechy tych rodzajów, jak skrócenie ogona, mogły wyewoluować jako adaptacje do wstawania.

### Ślady

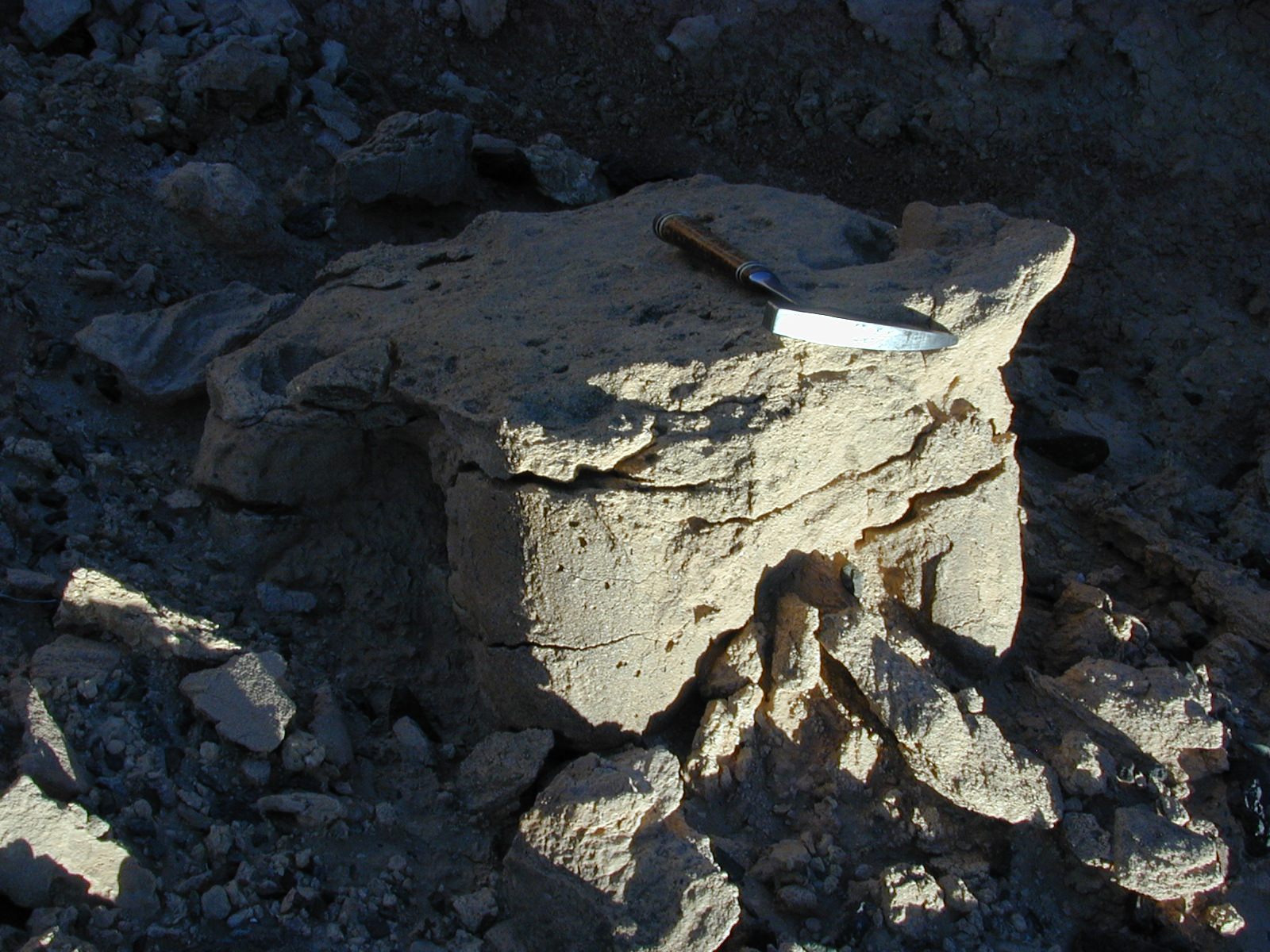
Naturalny odlew zauropodzich śladów stóp, prawdopodobnie zostawiony przez opistocelikaudię

Ślady stóp z formacji Nemegt nie zostały poznane do 2003, kiedy to Currie ze współpracownikami opisali kilka przykładów z lokalizacji Nemegt. Większość z tych odcisków należy do hadrozaurydów, prawdopodobnie do zaurolofa, dwa pozostawił po sobie duży teropod, prawdopodobnie tarbozaur, a kolejne dwa pochodzą od tylnych kończyn zauropoda. Ślady te przypisano opistocelikaudii, morfologia stóp pasuje. Badacze uzasadniali to tym, że Opisthocoelicaudia była prawdopodobnie jedynym znanym zauropodem formacji Nemegt, gdyby nemegtozaura uznać za synonim, nieprawdopodobne zaś, by ślady pozostawił inny, podobny tytanozaur. Ślady pozostawiono w miękkim i wilgotnym mule płycizny bądź szybko wyschłym punkcie rzeki, po czym wypełnił je piasek. Obecnie tylko piasek z nich pozostał, jako że otaczający go mułowiec uległ erozji.
Najlepiej zachowany z odcisków mierzy 63 cm, co wskazuje, że pozostawił go okaz większy od typowego. Choć powierzchnia spodnia jest trudno dostępna, powierzchnie boczne bardzo dobrze się zachowały, co czyni ten ślad jednym z najlepiej zachowanych wśród pozostawionych przez zauropody. Można odróżnić odciski odpowiadające czterem palców, dwa lub trzy ukazują nawet odcisk pazura. Palce był prawie pionowo ustawione. Ponad odciskiem pierwszego palca zachował się odcisk skóry, ukazujący niezachodzące na siebie łuski o średnicy średnio 14 mm. Stopa zwierzęcia, które pozostawiło ślady, była prawdopodobnie nieco dłuższa, niż szersza. Drugi ślad jest sporo płytszy od pierwszego, ale pokazuje dobrze zachowane ślady po palcach wraz z detalami, w tym przynajmniej 2 odciski pazurów zrotowanych zewnętrznie i dobrze zachowany odcisk mięsistego palca za środkowym pazurem.